# Malyn (Dorf)
Malyn (ukrainisch Малин; russisch Малин Malin, polnisch Malin, tschechisch Český Malín) ist ein Dorf in der Westukraine mit etwa 400 Einwohnern.
Malyn liegt im Rajon Dubno der Oblast Riwne am Ufer des Ossynyschtsche (Осинище) etwa 17 Kilometer nördlich des ehemaligen Rajonshauptortes Mlyniw und 43 Kilometer südwestlich der Oblasthauptstadt Riwne.
Das Dorf bildete zusammen mit dem Dorf Pidhaj (Підгай) die gleichnamige Landratsgemeinde im Rajon Mlyniw, am 10. Juni 2016 wurde es ein Teil der Landgemeinde Ostroschez.
Am 17. Juli 2020 wurde der Ort Teil des Rajons Dubno.

## Geschichte
Der Ort wurde 1545 zum ersten Mal schriftlich erwähnt und gehörte bis 1793 in der Woiwodschaft Wolhynien zur Adelsrepublik Polen-Litauen. Mit den Teilungen Polens fiel der Ort an das spätere Russische Reich und lag bis zum Ende des Ersten Weltkriegs im Gouvernement Wolhynien.
Nach dem Ersten Weltkrieg kam der Ort zu Polen (als Hauptort der Gmina Malin in die Woiwodschaft Wolhynien, Powiat Dubno), im Zweiten Weltkrieg wurde er zwischen 1939 und 1941 von der Sowjetunion besetzt. Nach dem Überfall auf die Sowjetunion im Juni 1941 wurde er dann bis 1944 von Deutschland besetzt, dieses gliederte den Ort in das Reichskommissariat Ukraine in den Generalbezirk Brest-Litowsk/Wolhynien-Podolien, Kreisgebiet Dubno ein. Am 13. Juli 1943 verübten deutsche Einheiten im Dorf ein Massaker. Genauere Gründe sind ungeklärt (nach einigen Quellen war das Dorf kurz zuvor durch Sowjetpartisanen besucht worden, welche dort eine prosowjetische „Versammlung“ veranstaltet haben sollen). Ebenso ist bis heute ungeklärt, ob es sich bei den nichtdeutschen Truppen, die am Massaker auf der deutschen Seite teilgenommen haben, um Ukrainer oder Polen handelte. Bewohner des Dorfes wurden in der Kirche oder im Schulgebäude eingeschlossen und lebendig verbrannt oder sie wurden erschossen. Die meisten Opfer waren Tschechen, aber es gab auch viele ukrainische und einige polnische Opfer.
Nach dem Krieg wurde der Ort der Sowjetunion zugeschlagen. Dort kam das Dorf zur Ukrainischen SSR und seit 1991 ist es ein Teil der unabhängigen Ukraine.
Im Ort gab es eine Kolonie tschechischsprachiger Einwohner, die den Ort Český Malín nannten. Sie wurden nach dem Zweiten Weltkrieg im tschechischen Ort Nový Malín angesiedelt.